# Werauhia stenophylla
Werauhia stenophylla là một loài thuộc chi Werauhia. Đây là loài bản địa của Costa Rica.